# Catocala celia
Catocala celia là một loài bướm đêm trong họ Erebidae.